# Pozo San José

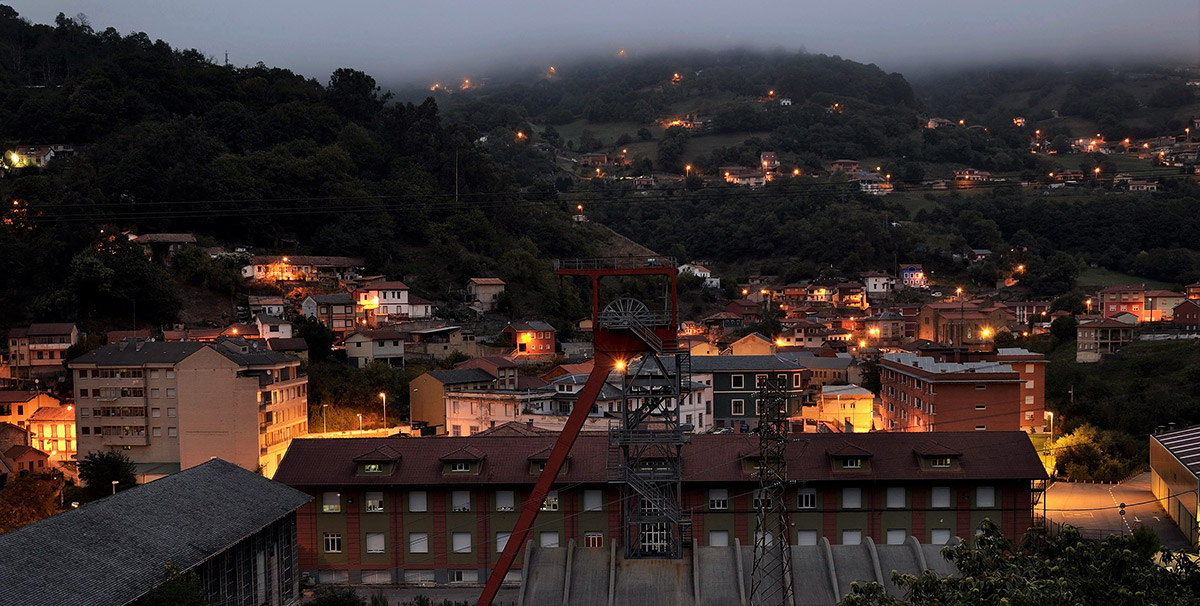
Pozo San José y Turón

El Pozo San José es una explotación minera ya clausurada situada en el valle de Turón, en el municipio asturiano de Mieres (España).

## Descripción
En 1947 comenzaron las obras de profundización del pozo junto al colegio de La Salle de Turón, en el barrio de San Francisco. La empresa encargada fue Hulleras de Turón. En 1955 se levantó el castillete de 25 metros, siendo el pozo inaugurado en 1957 por los ministros de Industria, Joaquín Planell, y de la Gobernación, Camilo Alonso Vega. Contó entonces con avanzadas técnicas de explotación. En 1968 el pozo pasa a ser propiedad de Hunosa, que lo mantuvo en explotación hasta 1993. Llegó a casi 600 metros de profundidad.
Ante el estado total de abandono de las instalaciones, en 2008 comenzaron las obras de restauración. Se actuó sobre los elementos conservados del conjunto: el castillete, el pabellón de embarque o cobertizo, la casa de máquinas y la sala de compresores. 
Los edificios fueron construidos principalmente en hormigón armado, destacando sus bóvedas, que lo configuran como un conjunto de diseño moderno y una notable plasticidad.
A pesar de su recuperación, sigue sin uso.